# Rhinolophus chiewkweeae
Rhinolophus chiewkweeae — вид рукокрилих ссавців з родини підковикових.

## Таксономічна примітка
Таксон нещодавно описаний.

## Морфологічна характеристика
Кажан середнього розміру, довжина голови і тулуба 64.0 ± 0.93 мм, довжина передпліччя 56.1 ± 0.81 мм, довжина хвоста 18.9 ± 0.99 мм, довжина лапи 14 ± 0.926 мм, довжина вух 25 ± 0.76 мм. Хутро довге, щільне і шерстисте. Спинна частина коричнево-оранжева, а черевна частина світліша. Вуха короткі, але з відносно великим і високим козелком. Носовий листок має великий і трикутний ланцет. Нижня губа має поздовжню борозенку. Перетинки крил коричневі і прикріплені ззаду до основи щиколотки. Хвіст довгий і повністю входить у великий уропатій.

## Середовище проживання
Країни проживання: Малайзія (півострів Малайзія).

## Загрози
Загрози для виду невідомі. Однак можна припустити, що триваюча вирубка лісів і зміна пожежного режиму в регіоні впливають на вид, оскільки він був спійманий у лісах.